# Habana Vieja: Ciudad en Movimiento
“El Callejero” tiene lugar cada año desde 1996 en La Habana Vieja (Cuba). Artistas cubanos y foráneos toman posesión del centro histórico de La Habana, patrimonio de la humanidad. Las obras son presentadas en las plazas, los jardines,  las calles, los patios de las casas museos del casco histórico.
Este evento artístico e insólito acerca al público espectador a la combinación de manifestaciones estéticas que se inspiran en la historia, arquitectura y diseño urbanísticos de una de las ciudades más hermosas y admiradas del mundo.
Desde 1999 “Habana vieja: ciudad en Movimiento” integra el circuito Internacional de Ciudades que Danzan, organización internacional fundada en Barcelona en 1992.
El evento permite incentivar e intercambiar ideas y experiencias entre las culturas de los pueblos y crea un ambiente propicio para difundir y preservar identidades, modos de expresiones estéticas y culturas.

## Organización
"Habana Vieja: Ciudad en movimiento está organizado cada año por Retazos Danza Teatro y La Oficina del Historiador.

## Edición 2012
La edición 2012 tiene lugar del 18 al 22 de abril.